# Mobile Suit Gundam SEED C.E. 73: Stargazer
Mobile Suit Gundam SEED C.E. 73: Stargazer (機動戦士ガンダム·シード C.E.73 スターゲイザー, Kidō Senshi Gundam Shīdo C.E. 73: Stargazer) é uma série de ONA de mecha japonesa de 2006 feito pela Sunrise. É uma história derivada da série de anime de TV, Mobile Suit Gundam SEED Destiny. A trama ocorre paralelamente aos acontecimentos de Gundam SEED Destiny. O ONA abrangeu 3 episódios,  exibidos na internet a partir de 14 de julho de 2006 à 29 de setembro de 2006 na Bandai Channel. O show é dirigido por Susumu Nishizawa e escrito por Shigeru Morita, ambos membros da equipe de Gundam SEED Destiny.
A série consiste em três episódios, cada um com 15 minutos de duração. A transmissão da web começou em julho de 2006, com um novo episódio lançado mensalmente. Um DVD contendo os três episódios, bem como os dois curtas animados de 5 minutos de Mobile Suit Gundam SEED Astray, foi lançado em 24 de novembro de 2006. Este DVD também continha um final diferente para o estágio 3 em que várias cenas após o ataque da Phantom Pain são mostradas.
Uma adaptação em mangá da série foi lançada em 2007. Criada por Naoki Moriya, apresenta um epílogo que revela o destino, anteriormente incerto, de Selene e Sven, pois eles estão vivos e na maior parte ilesos de sua provação. Sven junta-se ao DSSD.

## Enredo
Tendo lugar imediatamente após o incidente dos episódios Quando o mundo acaba e Terra da confusão de Gundam SEED Destiny, o Stargazer stars Sven Cal Bayan, um homem Natural de 20 anos, que é membro das forças especiais Phantom Pain e piloto do GAT-X105E Strike Noir. Também temos Selene McGriff, uma Coordinator feminina de 28 anos e pesquisadora do "Projeto Stargazer" para a Organização de Pesquisa e Desenvolvimento do Espaço Profundo (DSSD).

## Mídias

### ONA
Mobile Suit Gundam SEED C.E. 73: Stargazer teve sua transmissão de estréia na web em 14 de julho de 2006 e terminou em 29 de setembro de 2006. A série foi coletada em um DVD que foi lançado no Japão em 24 de novembro de 2006. O DVD também incluiu os dois curtas animados de 5 minutos de Mobile Suit Gundam SEED Astray.

### Mangá
A série foi adaptada em mangá por Naoki Moriya. Foi publicado em um volume tankōbon em 2007 pela Kadokawa Shoten.
Tomohiro Chiba escreveu Mobile Suit Gundam SEED C.E. 73 Δ Astray que fecha Stargazer, e expande as tecnologias e organizações desse show. É também a sequência do spin-off de Gundam SEED Destiny, Mobile Suit Gundam SEED Destiny Astray.

### Música
A música da série é composta por Megumi Oohashi. A série possui uma única música denominada "Stargazer ~Hoshi No Tobira~ (Door Of The Stars)" cantada por Satori Negishi.

### Jogos
Mobile Suit Gundam SEED C.E. 73: Stargazer aparece em vários jogos de crossover. Estes incluem os jogos de franquia Gundam: SD Gundam G Generation, debutando em SD Gundam G Generation Cross Drive  para o Nintendo DS, SD Gundam G Generation Wars para Playstation 2 e Nintendo Wii, SD Gundam G Generation World para Nintendo Wii e Playstation Portable e SD Gundam G Generation Over World para Playstation Portable; Mobile Suit Gundam: Try Age para arcade; Mobile Suit Gundam Seed Destiny: Rengou vs. Z.A.F.T. II para arcade e sua versão "Plus" para Playstation 2; Kidō Senshi Gundam SEED Battle Destiny; e em Mobile Suit Gundam: Extreme Vs. Full Boost. Outras séries incluem o Super Robot Wars, debutando em Super Robot Wars K, e SupaRobo Gakuen.

### Outras mercadorias
Foram lançados dois materiais pela Dengeki's Hobby Magazine que expandem o universo. O primeiro é um livro denominado (機動戦士ガンダムSEED C.E.73 STARGAZER SPECIAL STAGE) publicado em dezembro de 2006, focando em assuntos por trás dos eventos de Δ Astray. O segundo é uma série publicada na revista de julho à setembro de 2007 dando mais informações sobre o desenvolvimento do mobile suit.